# 相衬显微技术

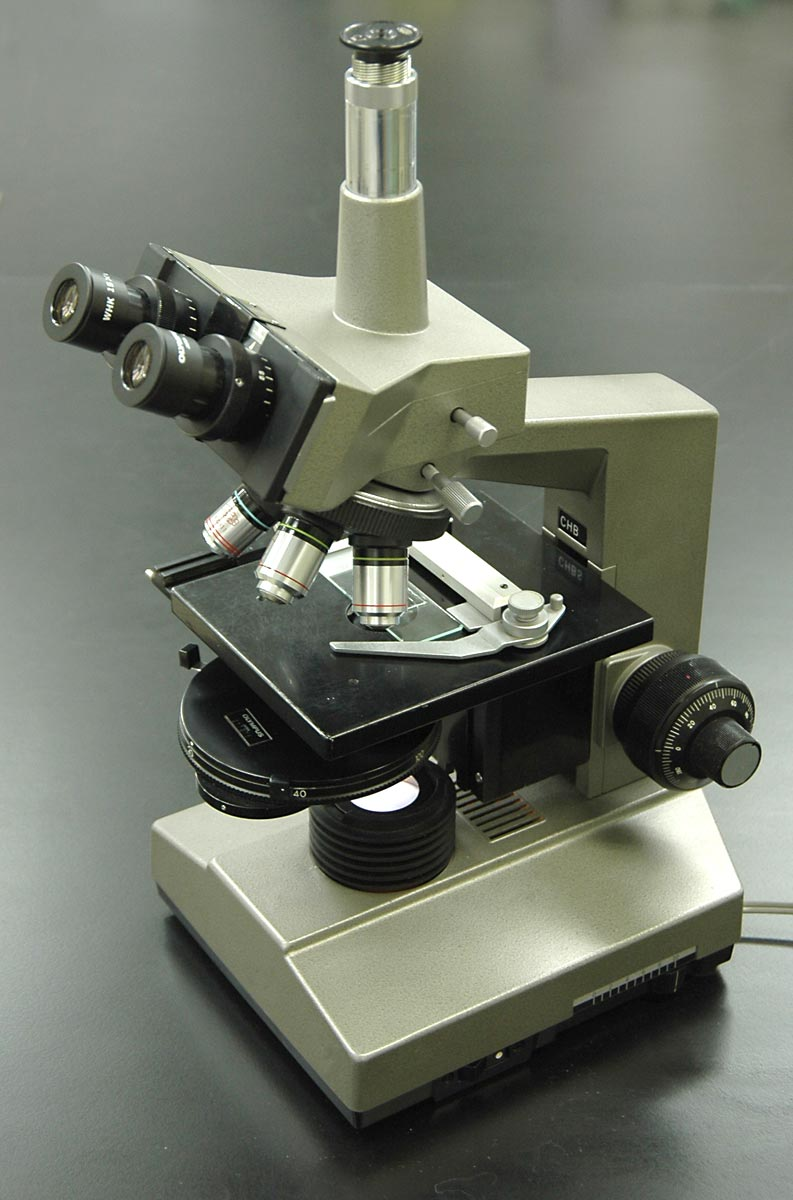
生物用相衬显微镜

相衬显微技术是一种光学显微技术，光线在穿过透明的样品时会产生微小的相位差，而这个相位差可以被转换为图象中的振幅或对比度的变化，这样就可以利用相位差来成像。
光线在穿过非真空介质时，会与介质发生作用从而产生振幅和相位的变化，这种变化与介质的性质相关。振幅的变化通常是由于介质对光的吸收，变化程度与波长也就是光的颜色相关，而介质的厚度、折射率的变化会导致光线相位的改变。人的眼睛仅能测量到达视网膜的光线的能量强度，而很难观察到相位的改变，普通的光学显微镜也无法检测相位的改变。然而相位的变化通常也会携带相当多的信息，但是在对光线进行测量的时候这部分信息就全部丢弃了。为了使相位变化的信息可以被观察到，就需要将穿过样品的光线与参考光源相结合，相干的结果可以显示出样品的相位结构。
相衬显微镜观察样品时不需要进行染色，在观察细胞的时候也就不会对细胞标本产生伤害，因此这种显微镜可以用来研究细胞周期。

## 历史
相衬显微技术是二十世纪三十年代弗里茨·泽尔尼克在研究衍射光栅的时候发明的。在研究中，他认识到与参考光干涉是很有必要的，而为了最大化对比度，需要向参考光中引入相移，这样可以产生完全的相消干涉。随后，他认识到相同的技术可以用于光学显微技术。首先需要在玻璃上精确蚀刻圆环，当将玻璃插入显微镜的光路中的时候，就会产生所需要的相移。这个技术称为相衬技术。
光学显微镜观察的许多对象如原生动物、细菌、精子的尾等等细胞结构在染色以前都是透明的。染色是一个非常困难和耗时的过程，而且有时还会对标本产生伤害。然而，观察对象的密度和成分不同经常会使光线在穿过它们的时候产生不同的相移，因此他们有时候也被称为相位物体。使用相衬技术可以使这些结构显示出来，同时允许对活体标本进行研究。
相衬技术是显微技术中的一个重大进步，它的发明人泽尔尼克因此荣获1953年的诺贝尔物理学奖。目前，在大多数高级光学显微镜中都使用了相衬技术或提供可选的相衬套件，而它也被广泛应用于为透明标本如活体细胞和小的器官组织提供对比度图像。

## 原理知识

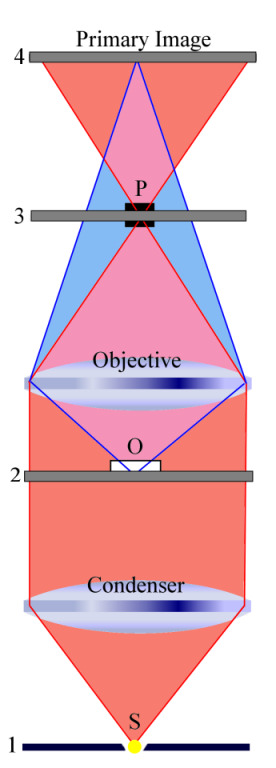
1. 环形光阑
2. 物平面
3. 相位板
4. 主像平面

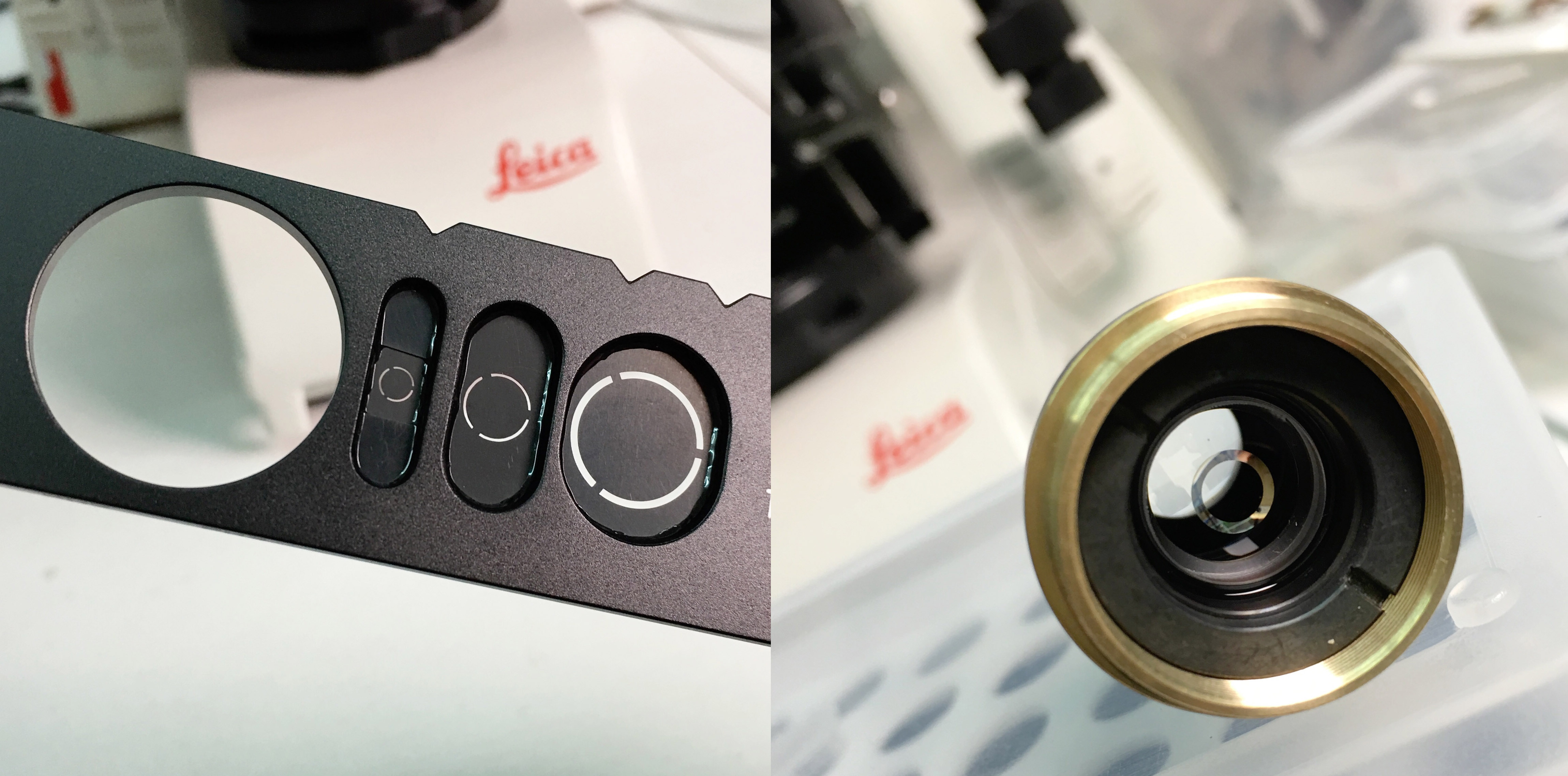
左图，插入式相衬光阑，自左向右为明场、Ph1、Ph2、Ph3档位。右图，徕卡HiPlan 10x/0.25 Ph1相衬物镜，可见相位板。

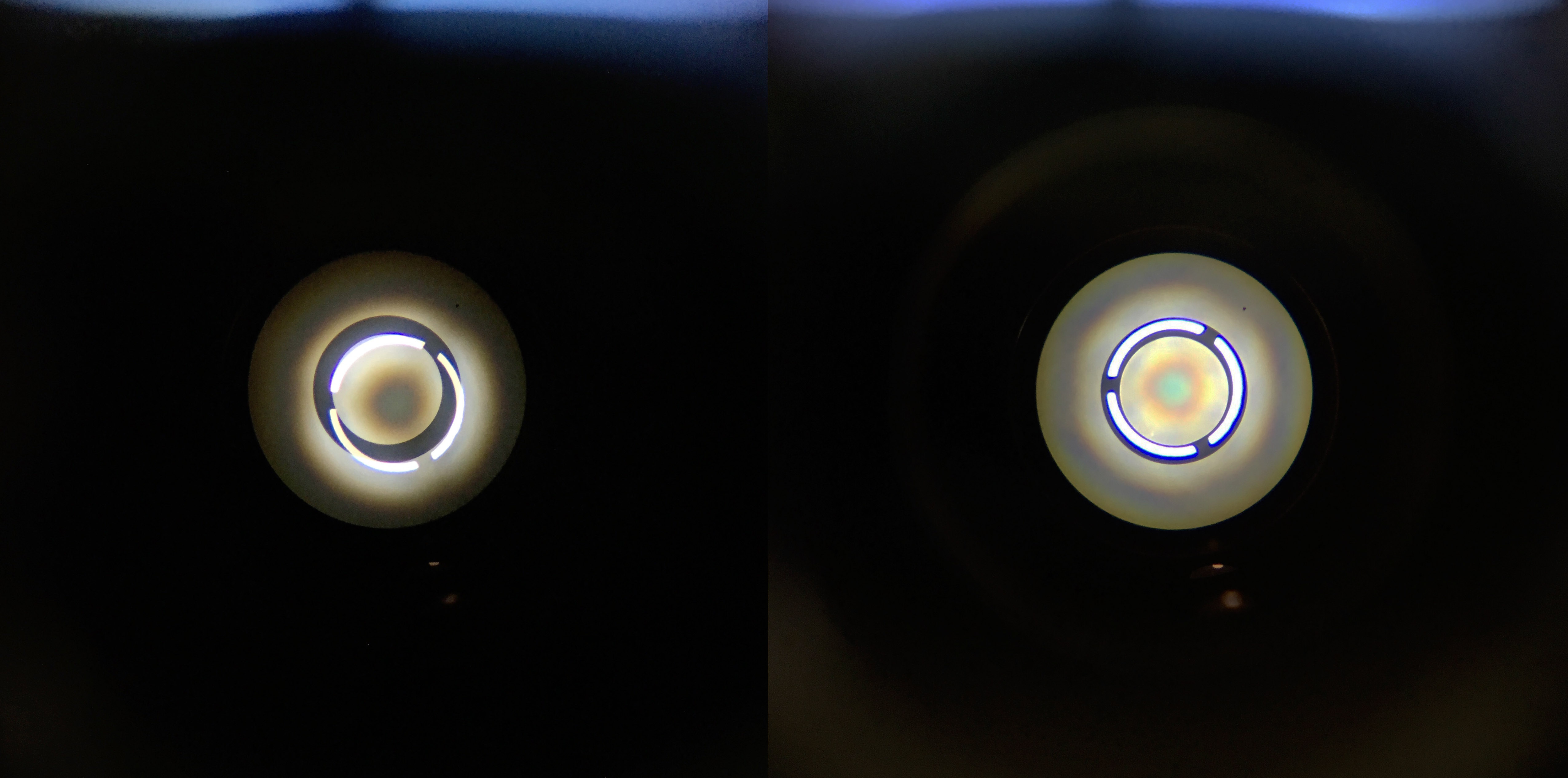
聚光镜和相位板对中操作时通过对中望远镜看到的情形，左图聚光镜环形光阑（亮环）和相位板（暗环）未对齐，右图二者已经对齐。

目前主要应用的相衬显微镜的原理示意图如右图所示 （页面存档备份，存于），它的核心是一个位于聚光器的孔径光阑位置的环形光阑1和位于物镜镜头后方的相位板。首先光线从照明用的灯丝内的一点射出，由场透镜精确的聚焦在聚光器处的环形光阑的开放处。由于这个位置处在聚光器的前焦平面，光线在通过聚光器后将变成平行光。假设这两束光线在标本平面2（也就是显微镜的载玻片的位置）不发生反射和折射，它们将平行的射入物镜。由于所有的平行光都会聚焦在后焦平面上，物镜的后焦平面是聚光器的前焦平面的共轭平面。而实际上，部分光线通过标本以后将会发生反射和折射，而后将在平面3处聚焦，因此平面3也是物平面的共轭平面。为了完成调整相位的需求，需要在此处添加一块相位板。相位板的另一个作用是将未被标本影响的光线减弱，用相位对中望远镜观察物镜后方的相位板，可见减光材料形成的暗环。大多数现代显微镜厂商使用真空沉积法制造相位板，把电解质或金属材料沉积在独立镜片上，或者直接加工在物镜的某片透镜表面。
在显微镜上启用相衬成像，需要把正确尺寸的环形光阑和相衬物镜对应起来，因此，相衬光阑和相衬物镜都标明了相应的序号，以Phx(x为阿拉伯数字)标识。例如，准备使用相衬标志为Ph2的x40物镜，必须把Ph2相衬光阑装入聚光镜。Phx标识刻在相衬物镜筒上，而光阑则以转盘或者滑块（见左图）的方式切换。
要使相衬显微镜清晰成像，必须将环形光阑和相位板的中心对准。在调整的过程中，使用相位对中望远镜暂时取代一个目镜，通过望远镜观察环形光阑和相位板，然后调节环形光阑的位置，直到二者对齐。
曾经有过一种有趣的相衬设计的变种，在这个设计中，匹配环被一个十字形的传输缝代替，而位于物镜共轭平面的相位环被一个十字形的相位板代替。这个设计的优点是在所有的相位物体的放大过程中只需要一个缝状光圈，而十字的形状使得重新对齐中心和旋转对齐非常容易，因此调整不再需要使用对中望远镜了。
一些型号的显微镜在出厂前已经预先校准聚光镜系统，用户不需要自己进行相衬对中操作。此外，相衬物镜也可以用于明场观察，只需将环形相衬光阑移出聚光镜的光路，切换为明场照明即可。

## 技术细节
相衬显微镜的原理图中省略了一些细节。首先，聚光环仅仅是一个位于平面1中央的小光圈，而相位板也仅仅覆盖在了平面3中央的小光圈上。其次，物镜、目镜灯光学系统被极大的简化了，图中仅使用了两个透镜来代表所有的光学器件。

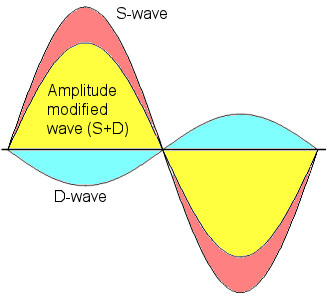
D波与S波

为了进一步的理解相衬照明的工作原理，我们来研究两个波阵面（如左图）。平面1处在聚光器的前焦平面上。光线通过小孔S射入，通过聚光器射出后形成平行的波阵面。当这些平面波碰到物平面2处的位向物体O的时候，一些光在穿过标本时被折射。假设标本不会显著的改变入射光的振幅，而仅仅改变了它们和参考光之间的相位关系，新产生的球面波前在从标本射出后相位将被延迟90° （λ/4）。注意到现在有两种类型的波，作为参考光的S波和折射光D波，它们之间存在这90° 的相差。物镜将D波在主像平面，也就是图中的平面4的内部聚焦，而S波将在其后焦平面，也就是平面3上聚焦。相位板P现在对S波有显著影响，而大多数的D波却不受影响。在正相衬中，相位板将所有穿过它的光线的振幅衰减约70-90%，而将相位提前90°，这样，由于S波和D波的相位差达到180°，将引起相消干涉（180°的相移来自两种效果的叠加，S波被相位板提前了90°，D波被相位物体延迟了90°）。如果没有相位板，就不会有显著的相消干涉，这样就会导致对比度的降低。通过相衬照明的技术，不可见的相位变换现在可以转变为可见的振幅变化。相消干涉在左图中可以看到，蓝色的波形和橙色的波形分别代表D波和S波，而他们的和，（D+S）的振幅减小了。

### 使用4F相关器实现相衬功能

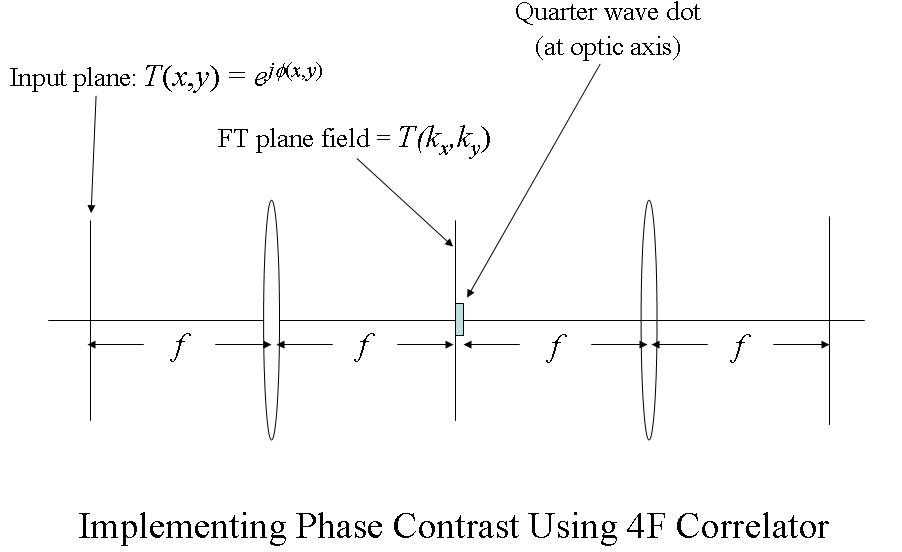
使用4F相关器实现相衬功能。

从右图可以看到相衬显微的工作原理，其中使用了4F相关器，实现了相衬功能。在这张示意图中，放大倍数为1，因此还不能从真正意义上称之为显微镜。
按照图中标记的符号，我们假定一个平面波从左方射入而相位传递函数的形式为
{\displaystyle {\frac {}{}}T(x,y)=e^{j\phi (x,y)}}
其中指数上的{\displaystyle \phi (x,y)}被称为传递函数的相位。如果相位物体很薄，使得{\displaystyle \phi (x,y)<<1}，那么
{\displaystyle T(x,y)=e^{j\phi (x,y)}\cong 1+j\phi (x,y)}。
通常的胶片和检测器都只能响应振幅变化，而不能响应相位变化。但是上面的传递函数的振幅变化非常小，因此对比度不够高。为了最大化对比度，我们需要让这两项变成同相，而不是正交，因此{\displaystyle \phi (x,y)} 的变化可以直接影响传递函数的振幅。我们可以通过有选择的在其中一项上乘以一个系数 j，以使两项同相。这个任务可以通过4F相关器来实现。我们假定一个平面波射在相关器的输入平面上，也就是图中的最左端。相位传递函数{\displaystyle {\frac {}{}}T(x,y)=1+j\phi (x,y)}的傅立叶变换可以在第一个透镜的后焦平面上产生，其形式为{\displaystyle {\frac {}{}}T(k_{x},k_{y})=PSF(k_{x},k_{y})+j\Phi (k_{x},k_{y})}，其中{\displaystyle PSF(k_{x},k_{y})}被称为透镜的点扩散函数。点扩散函数仅仅是第一个透镜后焦平面上的一个小点，而相位函数的分布更大。由于点扩散函数在一个很小的区域上，我们可以将一个很小的能够产生四分之一相移的物体放在那里，使{\displaystyle PSF(k_{x},k_{y})}产生四分之一相移，而其它部分的相位函数{\displaystyle \Phi (k_{x},k_{y})} 基本上不会发生变化。
这样，在焦点的后面，场变成了{\displaystyle {\frac {}{}}E(k_{x},k_{y})=jPSF(k_{x},k_{y})+j\Phi (k_{x},k_{y})}，而现在两项都是同相的了。然后我们再将这个场分布通过第二个透镜进行傅立叶变换，于是，在最右侧的输出平面上可以得到输出的场分布{\displaystyle {\frac {}{}}E(x,y)=1+\phi (x,y)}。这时，我们可以忽略两项共有的系数j'，而相位函数{\displaystyle \phi (x,y)}将直接调制振幅，使得图像的对比度增强。

## 相对于DIC技术的优势与不足

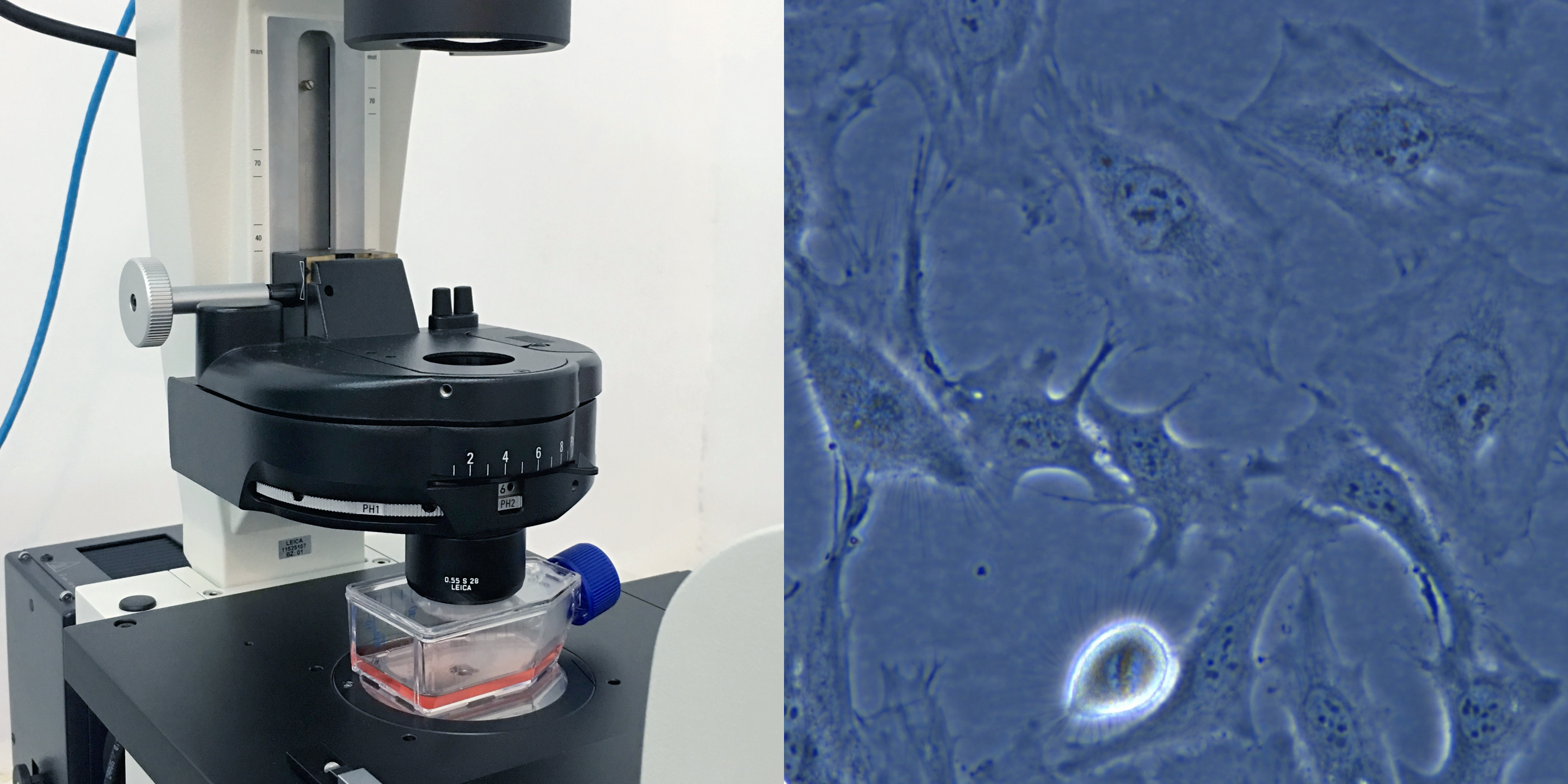
在倒置生物显微镜上进行活细胞观察，使用ph2相衬光阑和x40相衬物镜通过T25细胞培养瓶（25平方厘米生长面积，聚苯乙烯塑料材质）成像，瓶中红色液体为添加了酚红和动物血清的MEM培养基，生长中的细胞贴附在底面内壁。右图为视野中的情形（HeLa细胞）

相对于其它对比增强技术，如DIC，相衬显微技术不使用偏振光照明，因而可以观察双折射介质，如透过塑料培养瓶或培养皿进行活细胞观察，这在细胞学研究上特别有用。如和落射荧光技术连用，相衬物镜可以透过约70%的激发光，优于DIC（相位板仍导致部分激发光衰减），所以相衬往往作为辅助成像功能应用在荧光显微镜上。此外，相衬套件的采购价位相对较低，使用调校也较为简单。
相衬显微技术存在一些固有的不足。由于必须使用环形光阑，启用相衬照明时聚光镜的数值孔径有所限制，所以相衬成像的轴向分辨率较低。另外，标本和背景折射率差异较大的分界处会出现明显的光晕，导致如细胞膜、细胞器外缘等位置的细节被遮蔽。

## 图像特点
相衬显微镜现实的图片的特征是灰色的背景上面可以显示出明暗的样品结构。明暗的边缘表示了样品光学密度的变化，例如，细胞和水的边界，这也通常表现为在暗的物体周围会有明亮的光晕。

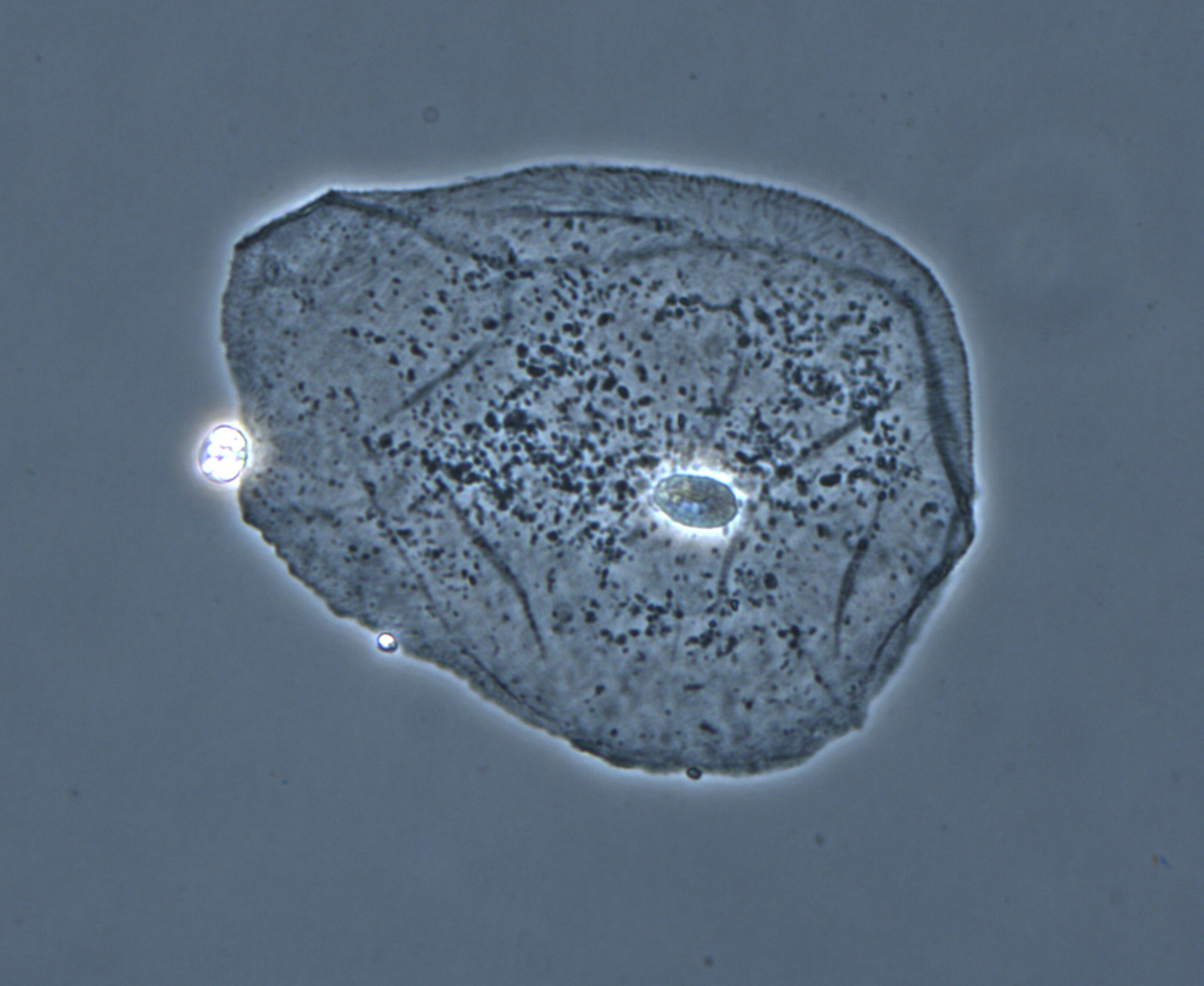
脸颊上皮细胞在相衬显微镜下的图像。
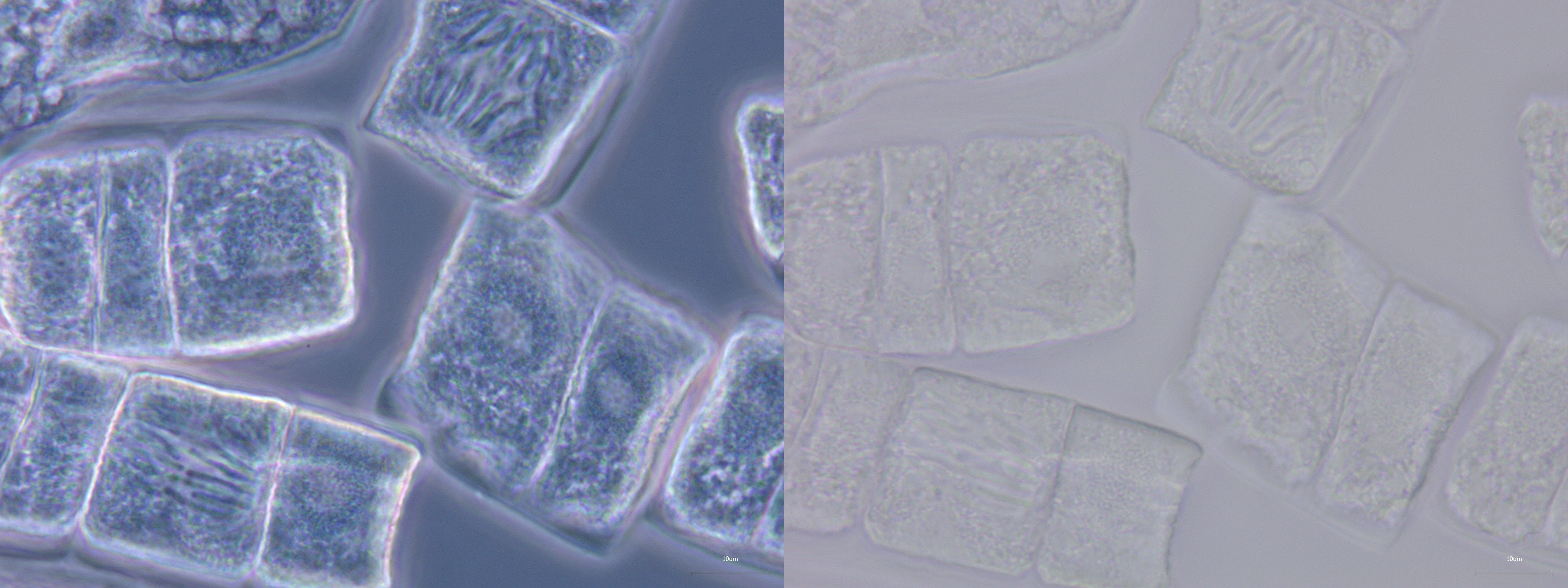
未染色的洋葱根尖细胞涂片，徕卡HiPlan 100x/1.25 oil Ph3相衬物镜拍摄，左图使用ph3相衬光阑照明，右图使用明场照明。
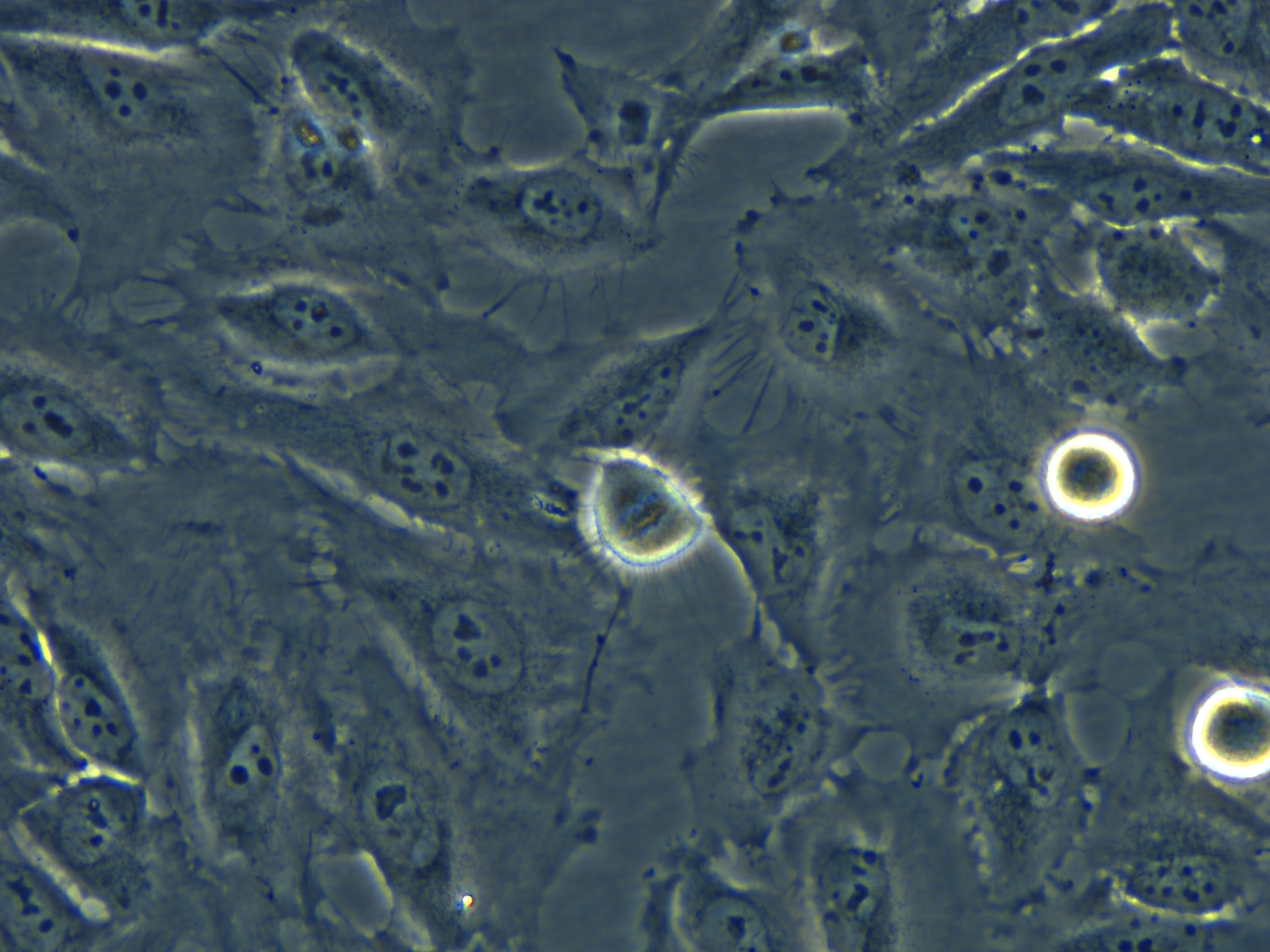
透过T25细胞培养瓶拍摄的HeLa细胞
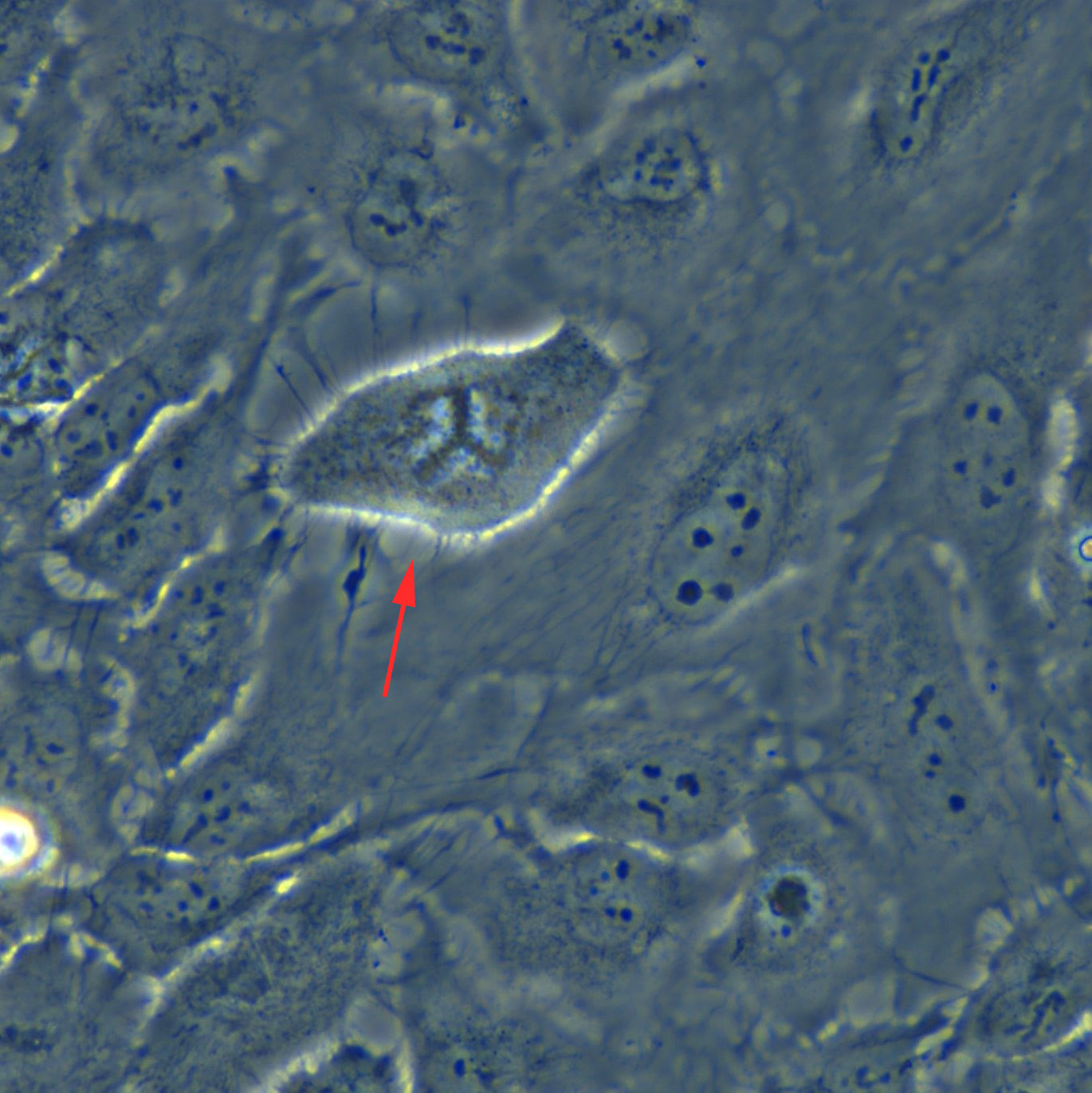
HeLa细胞三极有丝分裂（箭头处）。

用于产生纸巾样品对比度的透射技术比较。1.559微米/像素。
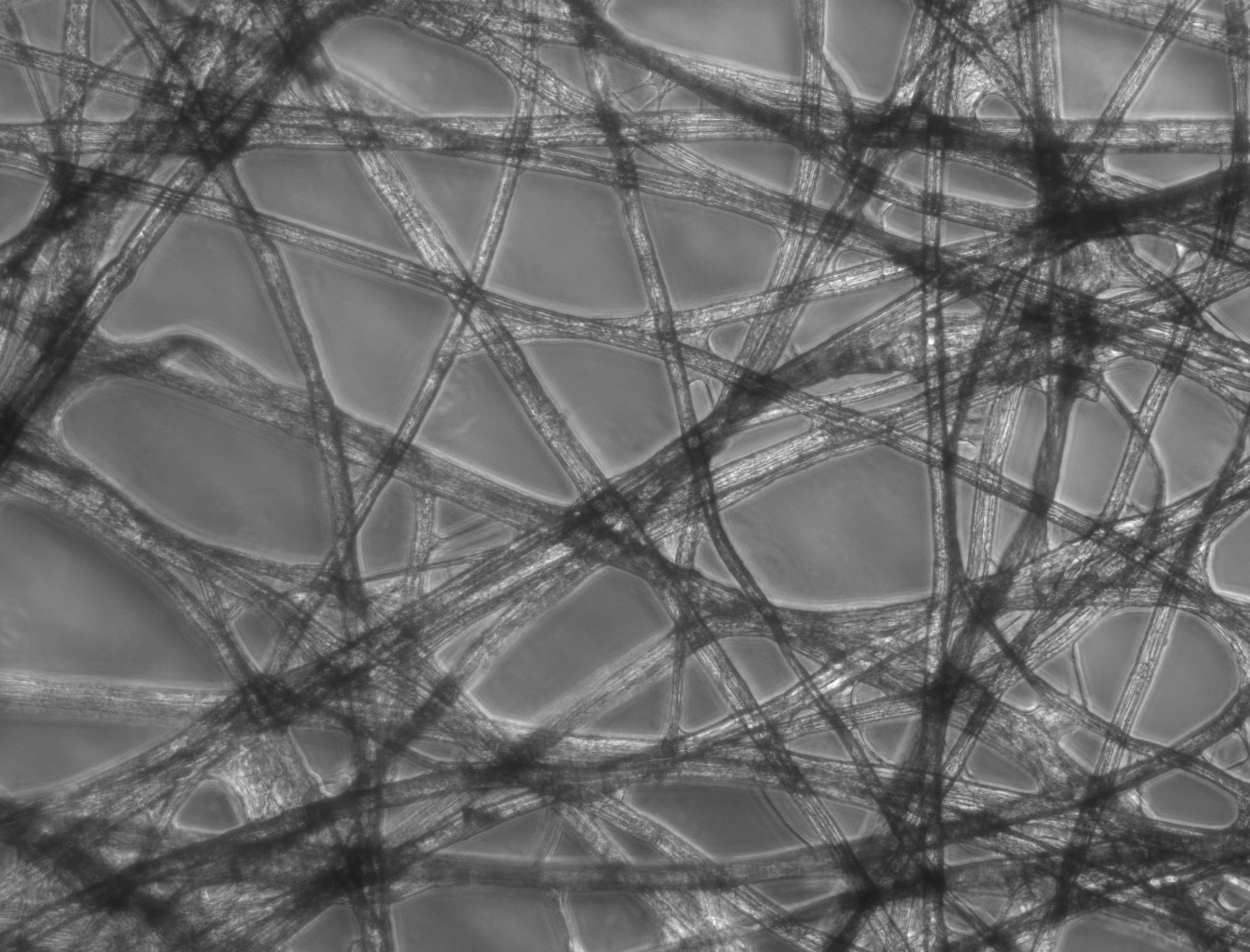
相衬照明，样品的对比度来自穿过样品中不同长度光路的光线的相干。
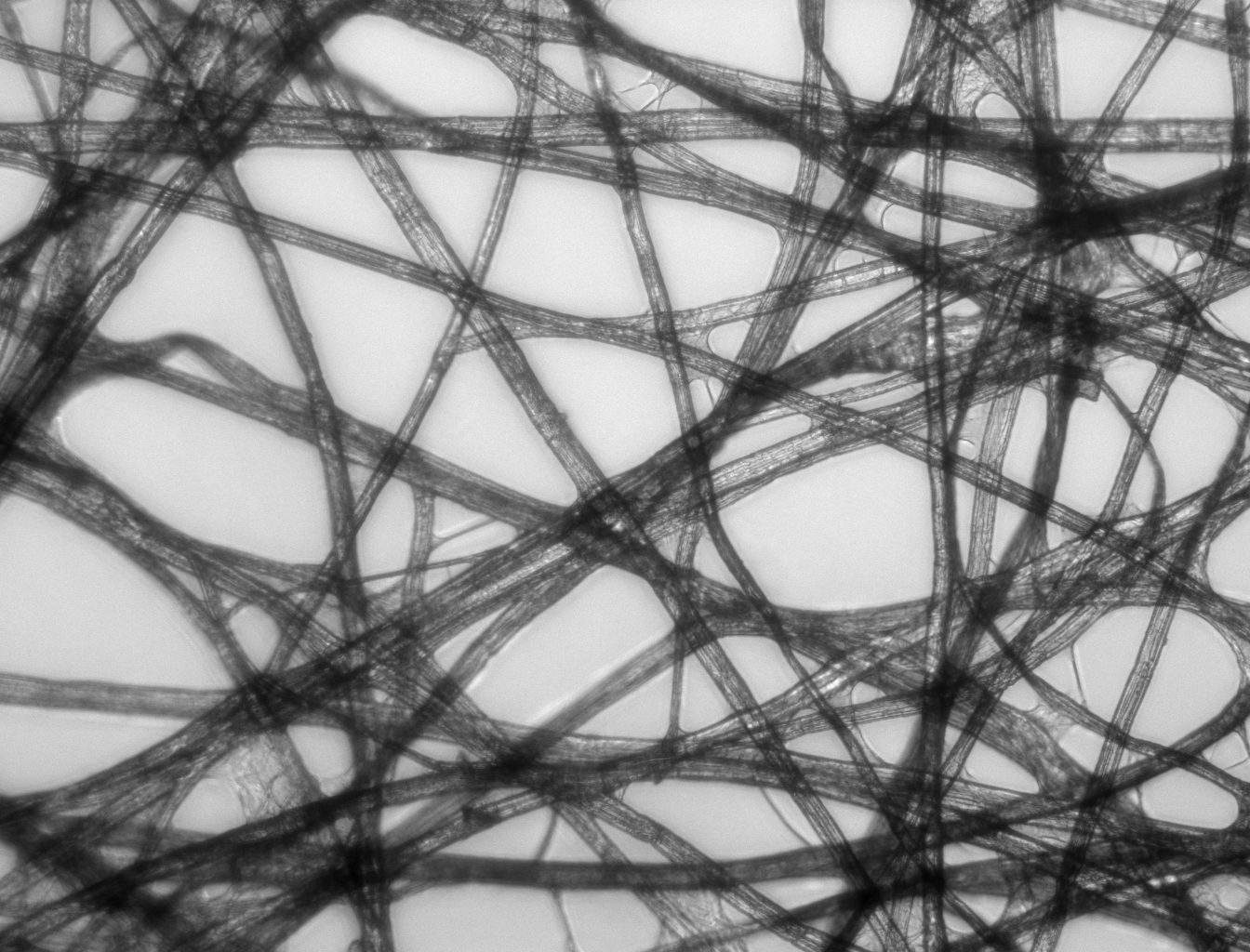
亮场照明，样品的对比度来自对样品不同部位对光线的吸收。
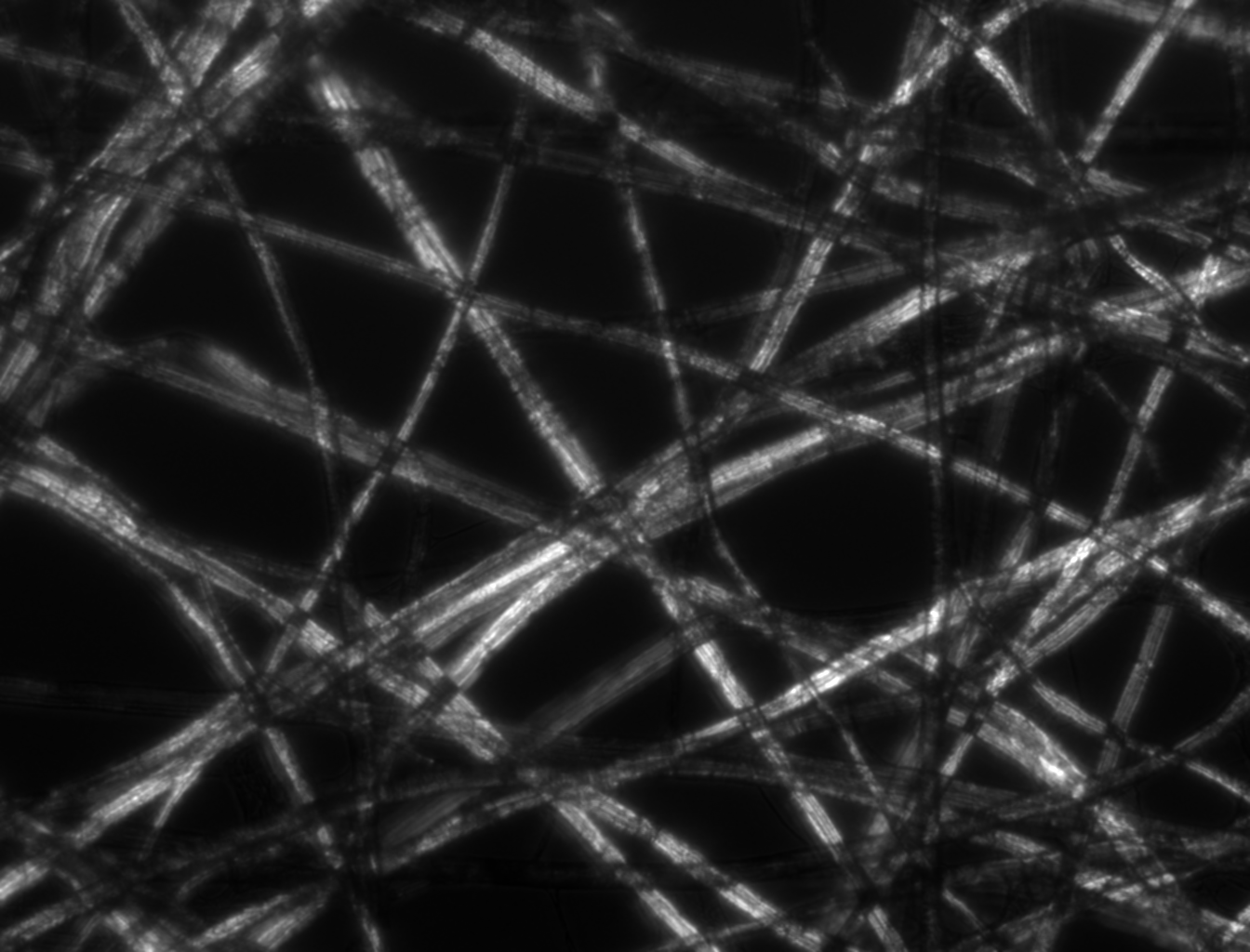
偏光显微技术，样品的对比度来自样品不同部位对偏振光的不同旋转程度。
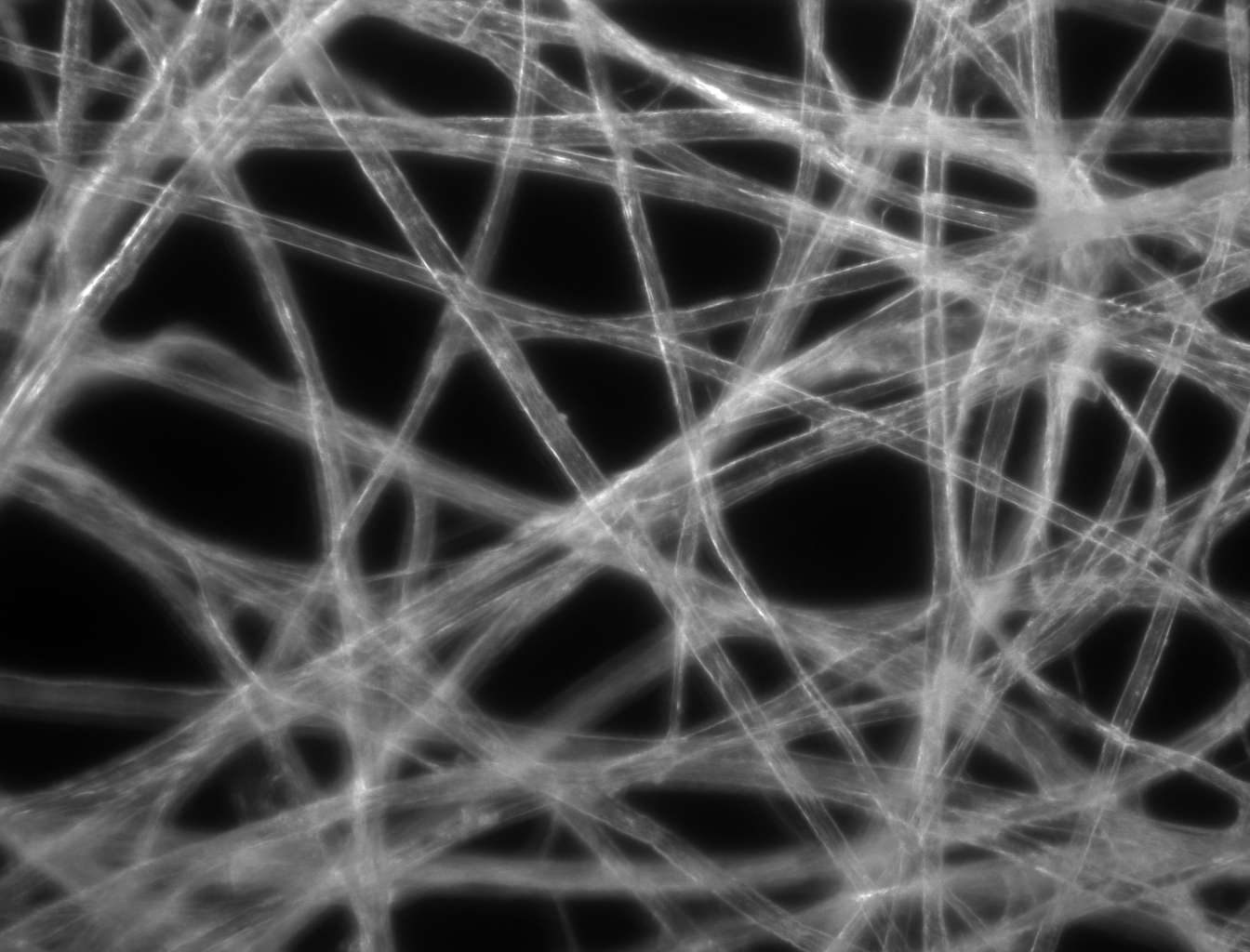
暗场照明，样品的对比度来自样品散射的光线。